# Escapade (Lied)
Escapade ist ein Lied von Janet Jackson aus dem Jahr 1989, das von ihr, Jimmy Jam und Terry Lewis geschrieben und produziert wurde. Es erschien auf dem Album Rhythm Nation 1814.

## Geschichte
Janet Jackson, Jimmy Jam und Terry Lewis kamen auf den Song, nach dem in einer Unterhaltung das Wort des Titels fiel und beschlossen, dass daraus ein interessanter, potenzieller Hit werden würde. "Normalerweise kommen wir erst auf die Musik und dann stellen wir uns den Text vor, der zur Musik passt." sagte Jam "Und Escapade dachten wir, war ein cooles Wort. Es ist irgendwie altmodisch – die Leute sagen ja nicht wirklich: "Sorgen wir für eine Eskapade", aber es hat wirklich in dem Song funktioniert".
Als Inspiration diente Nowhere to Run von Martha & the Vandellas aus dem Jahr 1965, den Jackson ursprünglich auch covern wollte, aber stattdessen auf Ratschlag von Jimmy Jam und Terry Lewis einen neuen Song aufnahm. Auf Basis des Ratschlags bastelte das Trio an einem Song nach Art einer Hymne und dies fiel auch auf Escapade, das auch eines der ersten aufgenommenen Lieder des Albums war. Jam beschrieb auch den Produktions- und Aufnahmeprozess und sagte: "Während sie (Janet Jackson) in einem Raum mit den Texten saß, legte ich den Mehrspurrekorder bereit. Wir stellten noch den Drumcomputer hinzu. Zu meiner Linken waren die Bässe und zu meiner Rechten den Akkord und es war gerade genug für sie zu singen, was wir sehr oft machten. Wir wollten sie so oft wie möglich singen lassen, um die Gesangsparts besser aus zu füllen und auch zu experimentieren. Mit Escapade sang sie es und wir sagten, dass wir es nehmen werden... und beließen es auch dabei. Es gibt einen Keyboard-Bass und noch einiges, das wars auch. Alles was wir noch hinzufügten waren Overdubs, Glöckchen.. weil wir uns so an das Gefühl der Aufnahme gewöhnt hatten, die Fehler und alles drumherum so gelassen haben wie es war".
Escapade hat eine Taktangabe von As-Dur. Jacksons Gesang reicht von A♭3 bis E♭5. Der Song enthält einen mittleren Dance Groove-Tempo von 115 Beats per minute, wobei die Akkordfolge auf Am–E–Gb eingestellt ist.
Die Veröffentlichung war am 8. Januar 1990, in den Vereinigten Staaten und Kanada wurde das Lied ein Nummer-eins-Hit. Das Lied entspricht den Musikrichtungen R&B, Dance-Pop und New Jack Swing.
Janet Jackson sang den Song auf all ihren Touren: Bei den Rhythm Nation World Tour 1990 und in der State of the World Tour in voller Länge und als Bestandteil von Medleys: Janet World Tour, The Velvet Rope Tour, All for You Tour, Rock Witchu Tour, Number Ones, Up Close and Personal und Unbreakable World Tour.
Viele Künstler beziehen ihren Einfluss aus dem Song Escapade, aufgrund des optimistischen Tempos und des fröhlichen Gefühls. Britney Spears sagte, dass dieser Song aufgrund der und auch das Album Rhythm Nation 1814 als Inspiration ihres Albums Britney Jean dienten und erklärte: "Ich wollte einige der größten Momente von Janet, die sie hatte und die ganze Ära neu erschaffen. Ich wollte nur eine Menge Up-Tempos haben, die nur Energie und viel Spaß bereiten machen."

## Musikvideo
Regisseur des Musikvideos war Peter Smillie und als Kulisse dient ein Mardi-Gras-Festival. Verkleidet nach Art des Festivals tanzen Jackson und alle Tänzer im Clip eine Choreografie. Ein Teil davon ist im australischen Drama Top End Wedding von 2019 (dt. Meine chaotische Hochzeit oder auch Hochzeit Down Under) bei einem Junggesellinnenabschied zu sehen. 

## Kommerzieller Erfolg

### Chartplatzierungen
| ChartsChartplatzierungen       | Höchstplatzierung | Wochen |
| ------------------------------ | ----------------- | ------ |
| Deutschland (GfK)              | 17 (16 Wo.)       | 16     |
| Vereinigte Staaten (Billboard) | 1 (17 Wo.)        | 17     |
| Vereinigtes Königreich (OCC)   | 17 (7 Wo.)        | 7      |

| ChartsJahrescharts (1990)      | Platzierung |
| ------------------------------ | ----------- |
| Vereinigte Staaten (Billboard) | 16          |

### Auszeichnungen für Musikverkäufe
| Land/Region               | Auszeichnungen für Musikverkäufe (Land/Region, Auszeichnung, Verkäufe) | Verkäufe  |
| ------------------------- | ---------------------------------------------------------------------- | --------- |
| Vereinigte Staaten (RIAA) | Platin                                                                 | 1.000.000 |
| Insgesamt                 | 1× Platin ·                                                            | 1.000.000 |

Hauptartikel: Janet Jackson/Auszeichnungen für Musikverkäufe

## Coverversionen
- 1990: Don Sugarcane Harris